# جيم إستس
جيم إستس (بالإنجليزية: Jim Estes)‏ هو لاعب غولف أمريكي، ولد في 12 أغسطس 1964 في واشنطن العاصمة في الولايات المتحدة.

## وصلات خارجية
- الموقع الرسمي
- جيم إستس على موقع رابطة لاعبي الغولف المحترفين (الإنجليزية)